# 扁肱海豹属
扁肱海豹属（学名：Platyphoca）是海豹科下的一个属。

## 下属物种
本属包括以下物种：
- 丹麦扁肱海豹 Platyphoca danica Koretsky, Rahmat & Peters, 2014
- 普通扁肱海豹 Platyphoca vulgaris (Van Beneden, 1876)